# Cordada (pirotecnica)

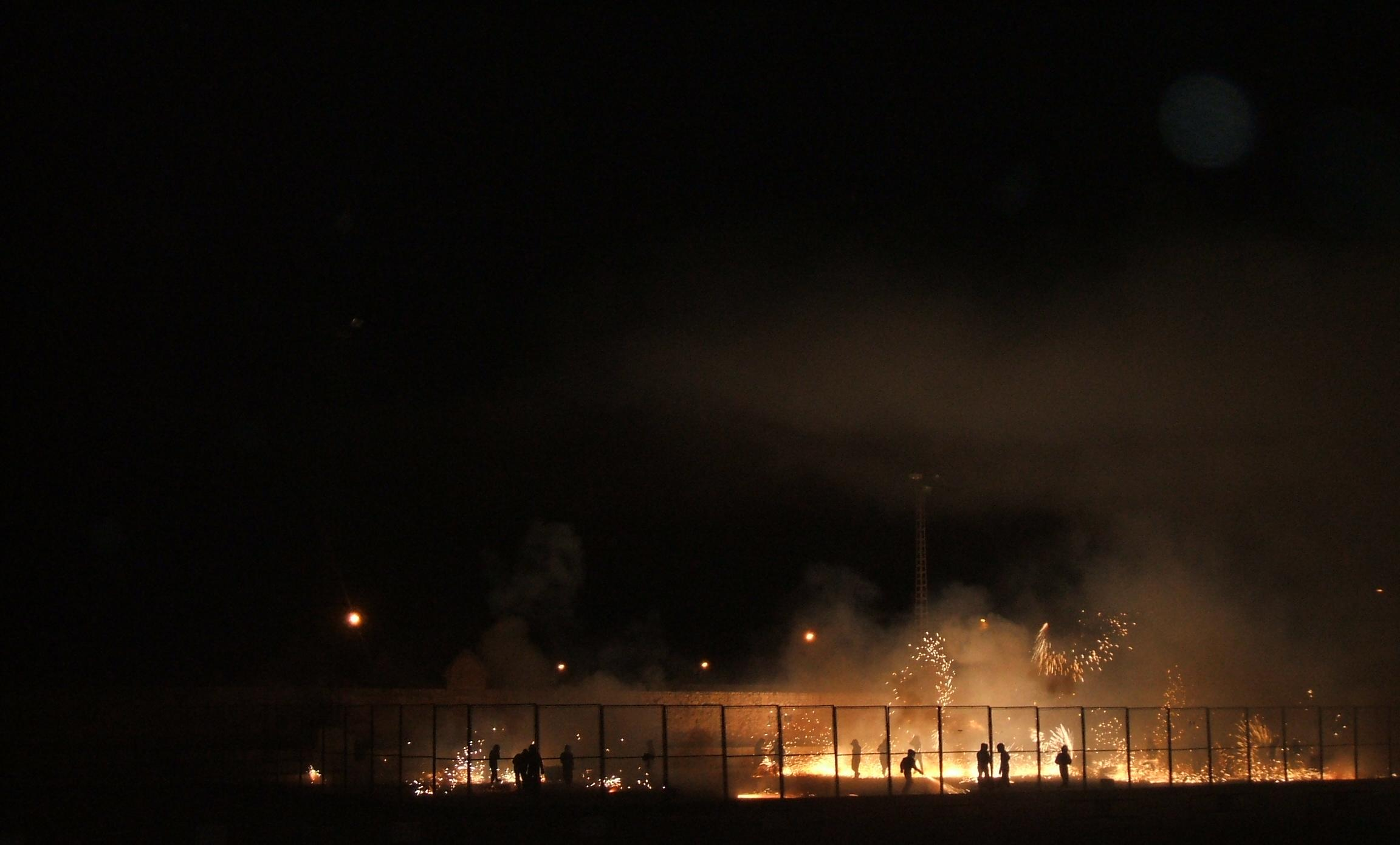
Recinzione che limita la zona della corda, consentendo al pubblico presente di godersi la festa senza correre alcun pericolo.

La Cordada (o in gergo cordà) è una manifestazione pirotecnica valenciana.
Durante la Cordada, tipicamente di notte, viene innescato un gruppo di razzi detti carrettilla o razzi ubriachi, appesi a una corda tesa da un capo all'altro di una strada, producono un vero e proprio spettacolo pirotecnico. I volontari che prendono parte a questa manifestazione sono un gruppo ristretto e audace; questi, dopo aver raccolto i razzi da terra e averli accesi, li lanciano in aria per un determinato periodo di tempo.
Le cordadas sono celebrate solitamente alla vigilia della festa di ogni paese, particolarmente nella regione di Horta Sud.
Le più antiche testimonianze di questa manifestazione sono state documentate nei comuni di Alaquàs e Picanya verso la metà del secolo XIX.
Particolarmente famosa è la cordà di Paterna che si festeggia a fine agosto.